# NR-1
NR-1 byla výzkumná jaderná ponorka provozovaná v letech 1969–2009 námořnictvem Spojených států amerických. Fakticky sloužila primárně ke špionážním misím. Sloužila zejména k oceánografickému výzkumu, vyhledávání a vyzvedávání objektů z mořského dna a k údržbě podmořských zařízení. Je jedinou postavenou jadernou výzkumnou ponorkou amerického námořnictva a první jadernou ponorkou specializovanou na hloubkové ponory. Díky jadernému pohonu operace ponorky omezovalo pouze množství nesených zásob. Autonomie provozu přitom dosahovala 30 dnů. Od vyřazení ponorky USS Kamehameha (SSBN-642) v roce 2002 do svého vlastního vyřazení roku 2008 byla NR-1 nejstarší americkou jadernou ponorkou v aktivní službě. Ponorka NR-1 (Nuclear Powered Research Vehicle) nebyla oficiální součástí amerického námořnictva, nenesla označení USS a její existence byla dlouhodobě utajována. Ponorka, která nikdy nedostala jméno, byla přezdívána Nerwin.

## Stavba

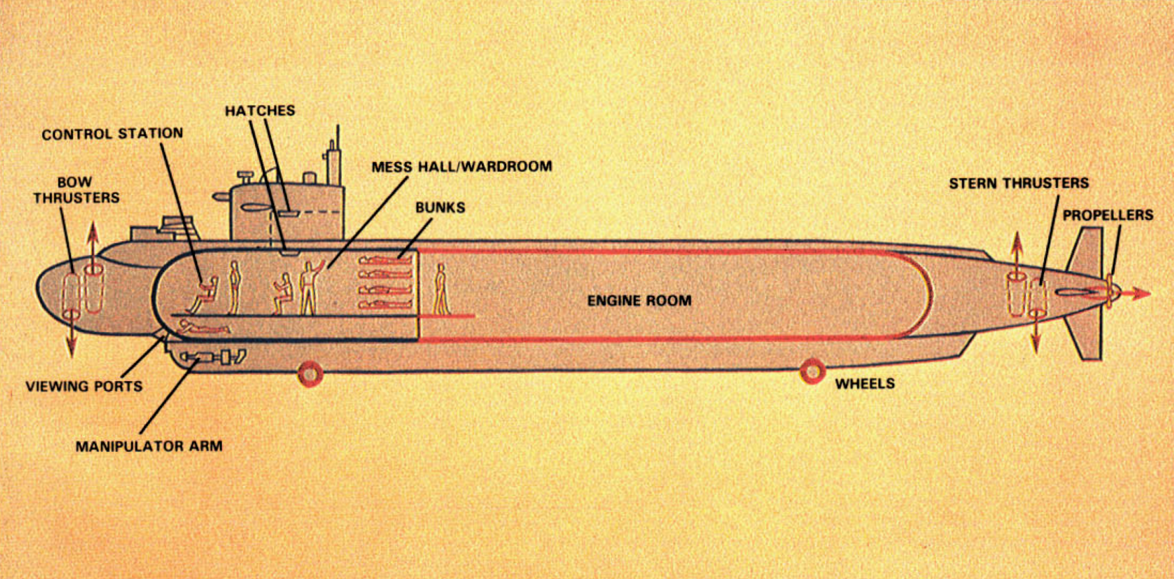
Schéma vnitřního uspořádání ponorky NR-1

Iniciátorem vývoje ponorky NR-1 byl roku 1964 americký admirál Hyman G. Rickover. Přestože fakticky byla především špionážním plavidlem, byla označována jako výzkumná. Důvodem bylo zejména utajení jejích schopností a snadnější získání financí na její nákladnou stavbu a provoz. Vývoj ponorky byl zahájen v 60. letech 20. století. Stavbu provedla loděnice General Dynamics Electric Boat (součást společnosti General Dynamics) v Grotonu ve státě Connecticut. Stavba byla zahájena 10. června 1967, trup byl na vodu spuštěn 25. ledna 1969 a hotová ponorka byla dne 22. října 1969 předána americkému námořnictvu.

## Konstrukce

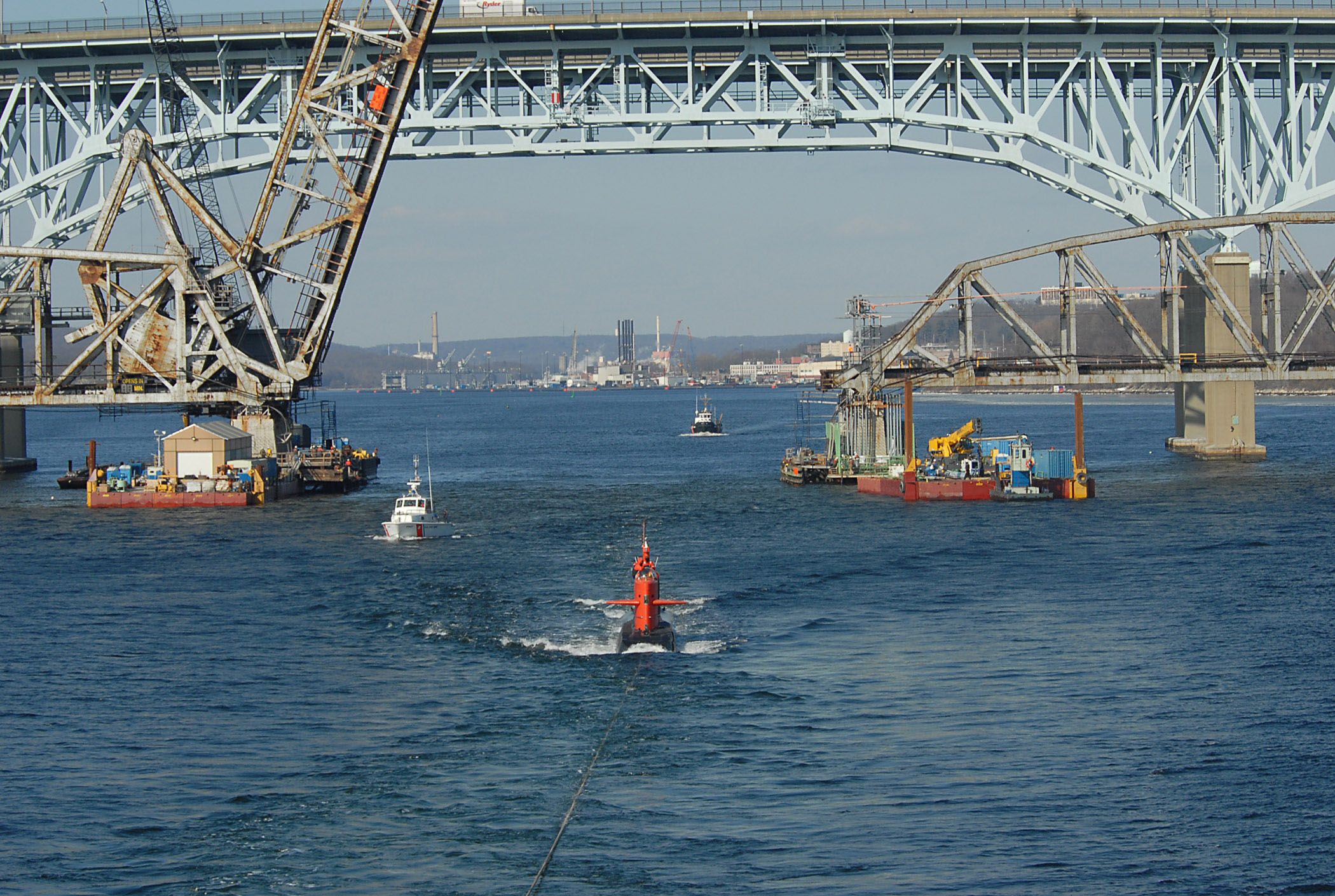
NR-1 vlečená lodí MV Carolyn Chouest

Posádku ponorky tvořily dva důstojníci, tři námořníci a dva vědci. Ponorka nebyla vyzbrojena. Byla vybavena citlivým sonarovým systémem, hydraulickou robotickou rukou pro manipulaci s předměty o hmotnosti až jedné tuny, třemi čtyřpalcovými pozorovacími průzory, kamerovým systémem (16 různých kamer) a externím osvětlením (19× 250 W, 2× 500 W a 8× 1000 W). Maximální hloubka ponoru byla 724 metrů, přičemž zatažitelný podvozek (s pneumatikami Goodyear) plavidlu umožňoval pohyb po mořském dně. Pohonný systém tvořil tlakovodní jaderný reaktor, turbogenerátor o výkonu 100 hp a dva elektromotory, pohánějící dva lodní šrouby. Ponorka dosahovala rychlosti 4,5 uzlu na hladině a 3,5 uzlu pod hladinou. Manévrovací schopnosti zlepšovaly čtyři vrtule v prstencích v trupu (ducted thrusters) – dvě na přídi a dvě na zádi. Ponorka dále měla klasická hloubková kormidla umístěná na věži a směrové kormidlo na zádi.

## Operační služba

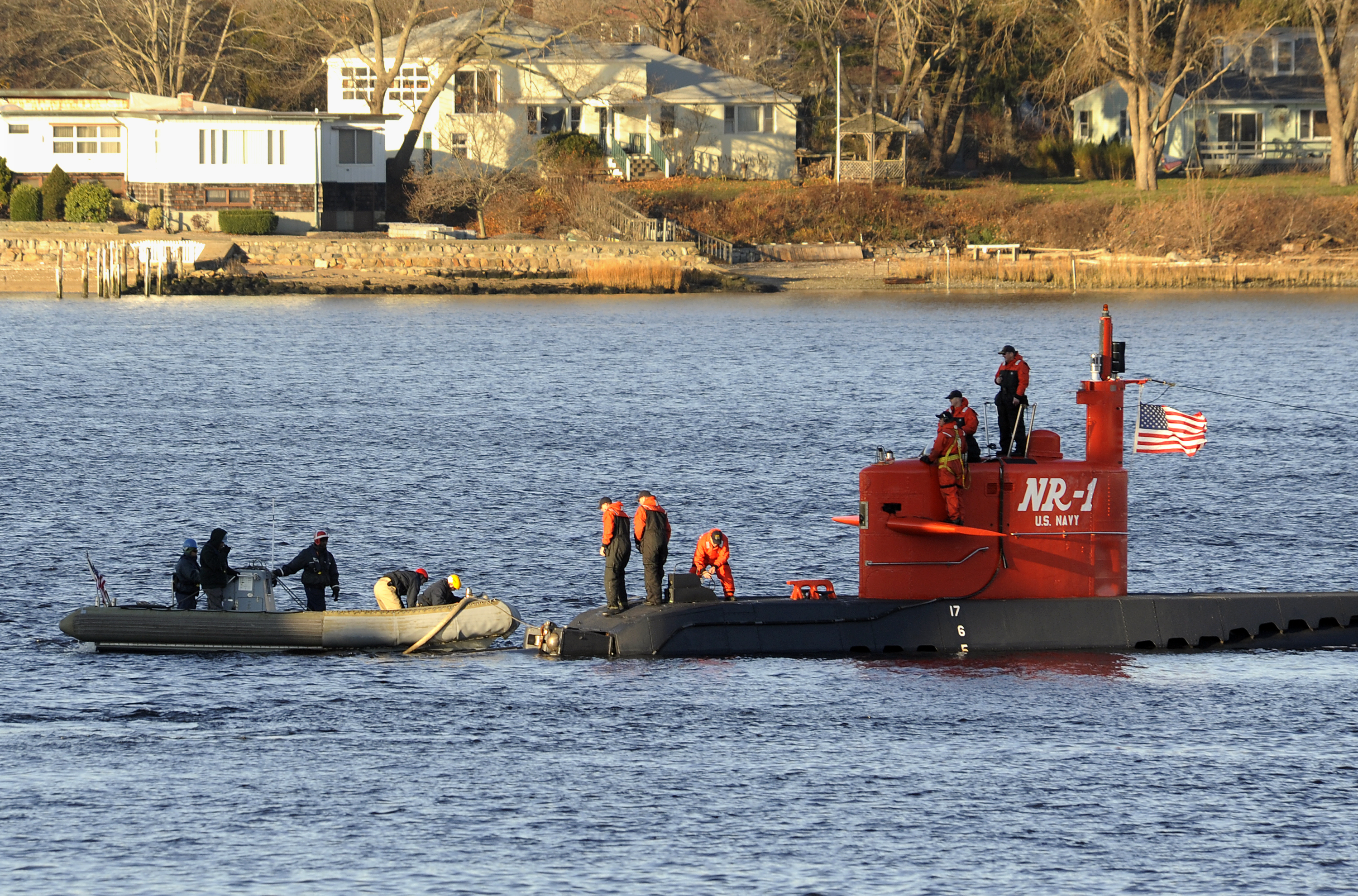
NR-1 během vlečení na Temži

NR-1 operovala v úzké součinnosti se svou mateřskou lodí MV Carolyn Chouest, která ji také ponořenou odvlékala do operační oblasti. Část misí provedených NR-1 zůstala utajena. Využívána byla i civilními institucemi. V roce 1976 v Atlantiku vyhledala stíhací letoun F-14 Tomcat, který spadl z paluby letadlové lodě s nejméně jednou, tehdy zcela novou, protiletadlovou řízenou střelou dlouhého dosahu Phoenix v podvěsu. V roce 1986 se podílela na hledání trosek raketoplánu Challenger a část jich vyzvedla. V roce 1994 nalezla a vyzvedla části havarovaného stíhacího letounu F-15 Eagle amerického letectva. V roce 1995 Robert Ballard použil NR-1 k prozkoumání vraku pasažérské lodě Britannic, která se za první světové války potopila na mině. V roce 1997 společně s dálkově ovládanou miniponorkou Jason vyhledávala a zkoumala vraky lodí, které zajišťovaly dopravu mezi starověkým Římem a Kartágem. NR-1 přitom ve velkých hloubkách nalezla pět dosud neznámých vraků. Během průzkumu norských fjordů a přístavů NR-1 během 12 hodin nalezla 26 lodních vraků, včetně americké ponorky třídy O USS O-12 (SS-73).
V roce 1999 se podílela na hledání trosek zříceného Boeingu 767 letu EgyptAir 990. V roce 2002 prozkoumala vrak obrněnce USS Monitor a trosky vzducholodě USS Akron (ZRS-4). Během svého posledního nasazení v roce 2008 NR-1 neúspěšně hledala vrak USS Bonhomme Richard, která byla roku 1779 potopena britským námořnictvem v bitvě u Flamborough Head.

## Vyřazení

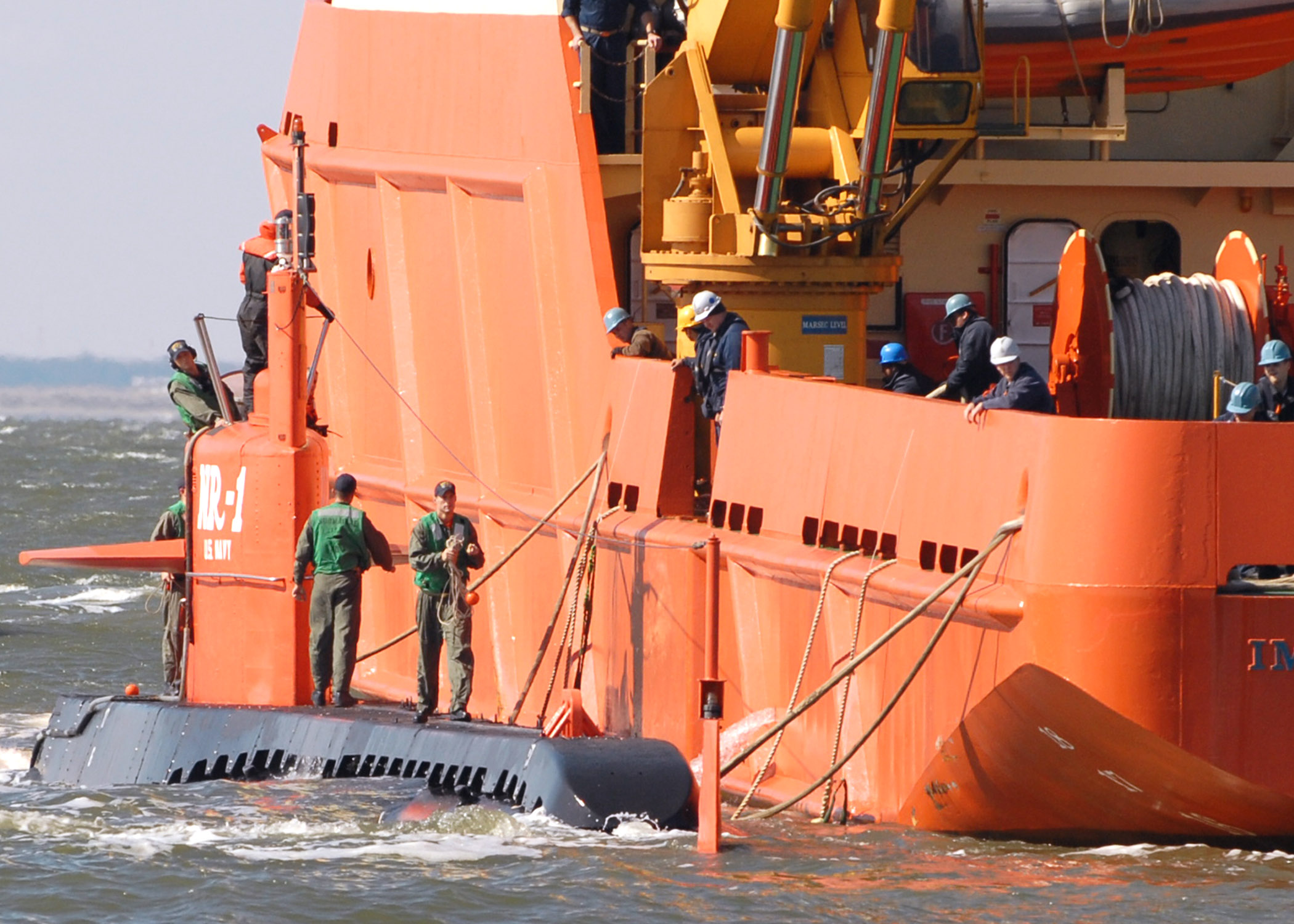
NR-1 u své mateřské lodě MV Carolyn Chouest

Slavnostní ukončení služby ponorky proběhlo 21. listopadu 2008 na ponorkové základně v New London ve státě Connecticut. V prosinci 2009 byla vyřazená ponorka přesunuta do loděnice Portsmouth Naval Shipyard v Kittery ve státě Maine, kde byla deaktivována. Poté byly části ponorky vystaveny v Submarine Force Library and Museum v Grotonu (to vystavuje i první jadernou ponorku USS Nautilus).
Řídící centrum ponorky NR-1 bylo 8. května 2018 předáno US Naval Undersea Museum v Keyportu ve státě Washington.